# Juan Pablo Montoya
Juan Pablo Montoya Roldán (Bogotá, D. C., 20 de septiembre de 1975) es un piloto de automovilismo colombiano. Fue campeón de la serie CART en 1999 y consiguió diez victorias en dos temporadas con Ganassi. En 2001 pasó a la Fórmula 1, donde fue tercero en 2002 y 2003 con Williams, y cuarto en 2005 con McLaren, acumulando un total de siete victorias y 30 podios.
Juan Pablo Montoya ha ganado dos de las tres carreras que conforman la triple corona, solamente le falta las 24 Horas de Le Mans. Tiene experiencia en ese tipo de carreras de resistencia, habiendo ganado las 24 Horas de Daytona en 2007, 2008 y 2013. Por otro lado, Montoya volvió a Estados Unidos en 2006 a disputar la NASCAR Cup Series para Ganassi, donde fue el primer extranjero en clasificar al Chase for the Cup en 2009. También ganó las 24 Horas de Daytona de 2007, 2008 y 2013, y llegó segundo en 2009 y 2011, también para Ganassi. Entre 2014 y 2016 compitió en IndyCar Series para Team Penske, con el cual obtuvo el subcampeonato en 2015 y el cuarto lugar en 2014; en dicha categoría ganó las 500 Millas de Indianápolis de 2000 y 2015. En 2017, 2021 y 2022 volvió a correr en seis carreras, todas en Indianapolis Motor Speedway. Pasó a IMSA con el equipo Penske, corriendo la última carrera de 2017 logrando la pole position y llegando al podio en el tercer lugar, teniendo contrato para toda la temporada 2018 y siendo campeón de esta serie en el año 2019.

## Trayectoria

### Inicios
En su primera participación en un Campeonato Mundial en Lonato, Italia, Juan Pablo marcó la vuelta más rápida y récord de pista en las primeras prácticas libres del evento.
En 1992, Juan Pablo Montoya siguió en la Copa Fórmula Renault en Colombia. Ese mismo año participó en la serie estadounidense Barber Pro Series.
Para 1993 participó en el Campeonato Swift GTI, el cual dominó casi por completo al ganar 7 de 8 carreras.
1994 fue un año muy ocupado para Juan Pablo Montoya, ya que compitió en 3 categorías diferentes: Campeonato de Karting Sudam 125, Barber Pro Series (donde resultó tercero) y la Fórmula N mexicana (en la cual ganó el título), además en este año se graduó de su colegio.
Por los siguientes tres años siguió participando en diferentes categorías, siempre logrando buenos resultados. En 1995 consiguió la tercera plaza en el Fórmula Vauxhall Británica y ganó las Seis Horas de Bogotá imponiendo un nuevo récord de pista.
En 1996 compitió en el Campeonato de Gran Bretaña de Fórmula 3 y se ubicó tercero en la tabla final y por su gran participación logró un puesto para correr en la Fórmula 3000. También participó en el Masters de Fórmula 3, logrando una cuarta plaza y repitió otro triunfo en las Seis Horas de Bogotá, la vez que compitió para Mercedes-Benz en la carrera de Silverstone del Deutsche Tourenwagen Meisterschaft.

### Fórmula 3000 Internacional

#### 1997
En 1997, compitió con el equipo Marko en la Fórmula 3000 Internacional, terminando en segundo lugar. Este mismo año el agente de Montoya, David Sears, se lo hizo notar a Frank Williams, propietario de la escudería Williams Racing, el cual lo contrató como piloto de pruebas. El colombiano mostró su velocidad en los ensayos de Jerez con tiempos muy cercanos a los de Jacques Villeneuve (campeón de aquel año), y en el resto de tests en los que participó.

#### 1998
En 1998, Juan Pablo Montoya compitió de nuevo en la Fórmula 3000 Internacional, en la cual resultó campeón ante Nick Heidfeld y Gonzalo Rodríguez, con cuatro victorias, nueve podios y siete pole positions en doce carreras. Se destaca su participación en el Gran Premio de Pau, en el que se impuso magistralmente sacándole una vuelta de ventaja al segundo clasificado.

### CART

#### 1999
En 1999, después de Williams y Chip Ganassi, se trasladó al otro lado del Atlántico y participó en la serie CART en los Estados Unidos. En su primer año se coronó brillantemente campeón en un torneo que se definió en la última carrera tras una reñida temporada con el escocés Dario Franchitti, mientras Alex Zanardi luchaba en la Fórmula 1 en un Williams que no lograba rendir. Montoya ganó siete carreras. Las primeras tres las ganó en línea comenzando con Long Beach, Nazareth y Brasil, luego de la victoria en Cleveland siguió otra seguidilla de tres victorias con Mid-Ohio (donde en 1987 había ganado el también colombiano Roberto Guerrero) y en las pistas de Chicago (propiedad de Ganassi) y Vancouver. Además logró siete poles, y se consagró como el piloto más joven en ganar esta categoría a los 24 años de edad y el mejor novato en la historia de la misma. El 30 de septiembre de 1999 Juan Pablo Montoya recibe la Cruz de Boyacá de manos del presidente Andrés Pastrana Arango debido a sus logros deportivos.

#### 2000
Durante el año 2000, permaneció en el mismo equipo, pero el cambio de chasis (a Lola) y de motor (a Toyota), produjeron cambios apreciables en la confiabilidad, rendimiento del vehículo y errores del equipo, lo que le impidió al menos lograr 5 victorias que tenía casi aseguradas como Nazareth, Fontana, Laguna Seca, Road America. De este modo queda al margen de la disputa por un nuevo título, terminando noveno en la clasificación general al ganar solo 3 carreras, todas en óvalos: Milwaukee (la primera que terminó ese año, y la primera victoria de Toyota en la CART), las 500 millas de Míchigan, considerada como una de las finales más espectaculares y finalmente reñidas de la categoría; y una última victoria en Gateway. Asimismo, gracias a su incuestionable talento natural, pudo lograr 7 poles (4 de manera consecutiva) y 6 vueltas rápidas. Ese mismo año consiguió su más ilustre conquista al ganar la legendaria carrera de las 500 Millas de Indianápolis en su primer intento, en ese entonces fecha de la Indy Racing League (actual IndyCar).

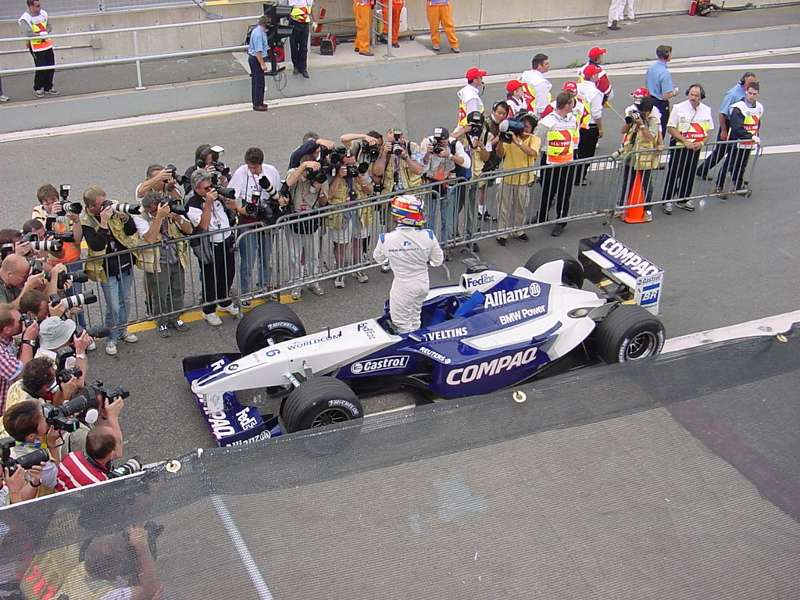
Montoya en el Gran Premio de Canadá 2002 luego de obtener la pole position

### Fórmula 1

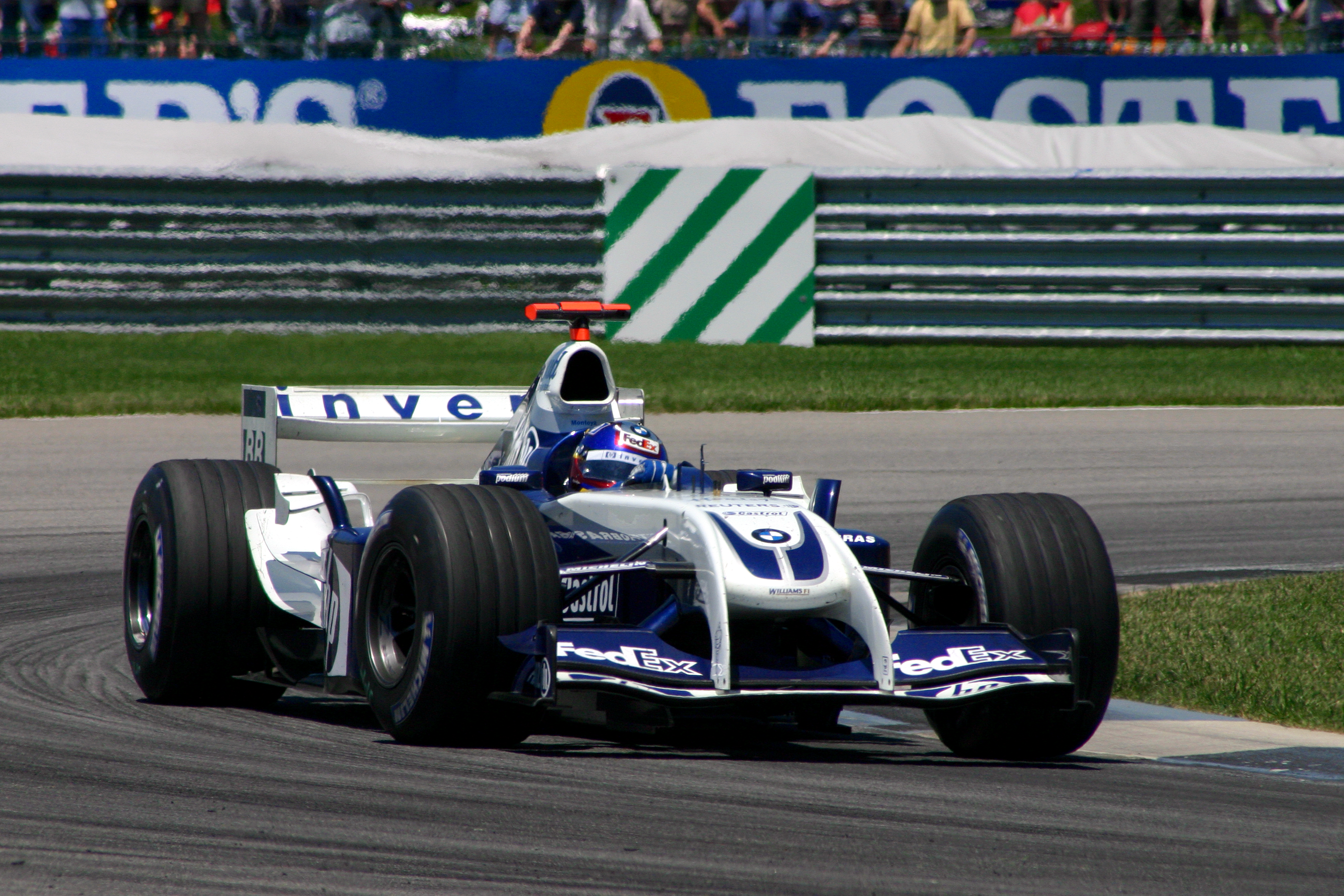
Juan Pablo Montoya manejando el Williams FW26 durante el Gran Premio de los Estados Unidos de 2004. Fue descalificado por saltarse el protocolo de seguridad, marchándose a por un vehículo de reserva fuera de tiempo.

#### Williams (2001-2004)
En el año 2001, tras su paso por los Estados Unidos, Montoya regresó al equipo Williams, pero esta vez no como piloto de pruebas, sino como piloto titular. En su primera temporada fue el Novato del año, obteniendo una victoria (Gran Premio de Italia en Monza) y tres poles.
Durante las temporadas 2002 y 2003, Juan Pablo se reveló como un piloto muy veloz y atrevido, coronándose como ganador del Gran Premio de Mónaco en 2003 y erigiéndose a alternativa real en la lucha por el Campeonato del Mundo contra el intratable Michael Schumacher, aunque quedando tercero en la clasificación final en ambos años.
El piloto colombiano permaneció con Williams-BMW hasta el 2004, año en el que las deficiencias en su vehículo imposibilitaron su lucha por el campeonato, quedando detrás de dos nuevos aspirantes, Jenson Button y Fernando Alonso. No obstante, consiguió una brillante victoria en el Gran Premio de Brasil de 2004.
Su periodo con la escudería Williams se saldó con 4 victorias y 11 poles.

#### McLaren (2005-2006)

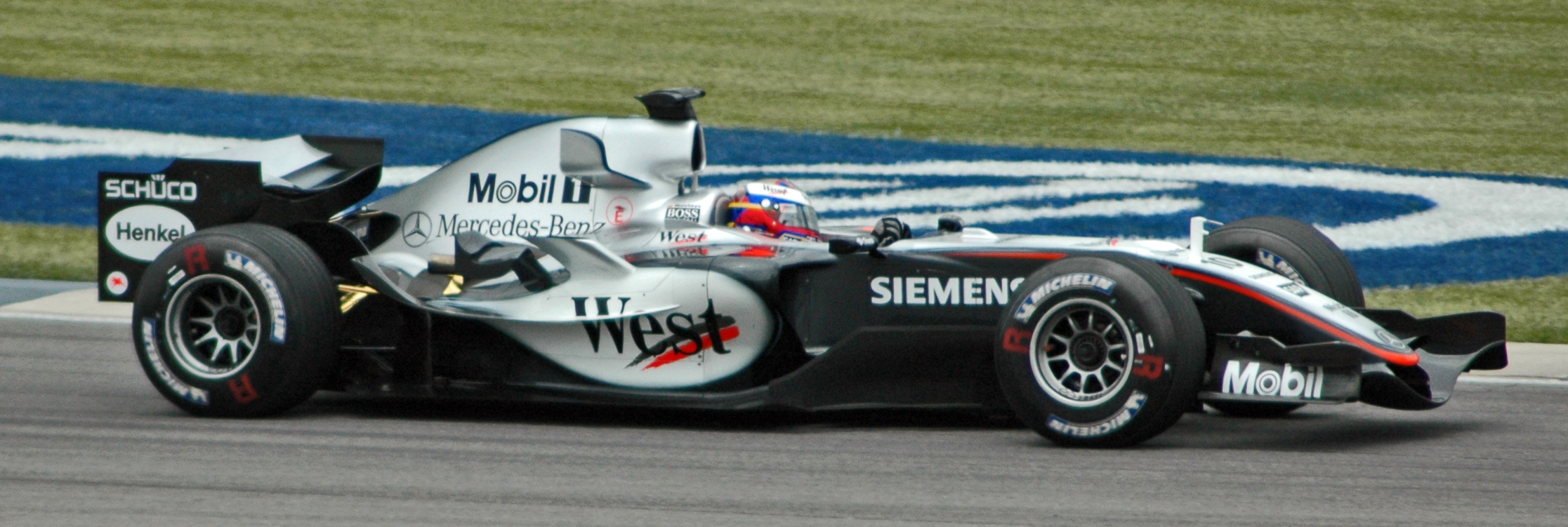
Juan Pablo Montoya durante la calificación del Gran Premio de los Estados Unidos de 2005. No pudo participar en la carrera por problemas de seguridad en los neumáticos Michelin.

Para el 2005, Montoya se integró por dos temporadas en el equipo McLaren-Mercedes en compañía del finlandés Kimi Räikkönen. Después de solo dos Grandes Premios, se lesionó oficialmente el hombro jugando al tenis, lo que impidió su participación tanto en el Gran Premio de Baréin como en el Gran Premio de San Marino; siendo sustituido por los pilotos probadores Pedro de la Rosa y Alexander Wurz, respectivamente.
Tras algunos altercados, como en las prácticas del Gran Premio de Mónaco de 2005, en las que Montoya fue penalizado por provocar un accidente; y en el Gran Premio de Canadá de 2005, en el que fue descalificado de la carrera tras salir de boxes con el semáforo en rojo durante el periodo del coche de seguridad; Juan Pablo consiguió su primera victoria con McLaren en el Gran Premio de Gran Bretaña de 2005 tras una intensa lucha con Fernando Alonso. Consiguió ganar dos carreras más ese año (Italia y Brasil), aunque se debe destacar que en Monza obtuvo el récord que duró vigente durante 14 años de la mayor velocidad alcanzada en ese circuito en toda su historia (372,6 km/h), los problemas de fiabilidad y algunos errores hicieron que su equipo no pudo alzarse con ninguno de los dos títulos.
En la temporada 2006, ni Montoya ni la escudería consiguieron los resultados esperados (solo dos podios en 10 carreras, con un coche menos veloz que su predecesor pero igualmente frágil); y Juan Pablo no llegó a terminar el campeonato, dejando la Fórmula 1 para emigrar a la NASCAR con el equipo Chip Ganassi Racing. Su sustituto en la categoría de la Fórmula 1 sería Pedro de la Rosa. Tras su salida, su ya excompañero Kimi Räikkönen también abandonó el equipo, iniciando una nueva era en McLaren con el campeón español Fernando Alonso y el recién llegado británico Lewis Hamilton. La relación de Montoya con Ron Dennis (quien descubrió que Montoya le había mentido en un supuesto incidente jugando a tenis y la realidad fue que se accidentó en una moto, lo que le costó estar por fuera de la categoría durante varias carreras debido a una lesión en el hombro), el equipo y la categoría en sí se fue deteriorando tanto que provocó su marcha anticipada, hecho que dejaría bien claro posteriormente. En 2008, el equipo Toro Rosso llegó a proponerle una oferta para que corriese con ellos para la temporada 2009, pero él la rechazó porque, según palabras de Franz Tost, "él no quería estar en la Fórmula 1".

### NASCAR

#### 2006

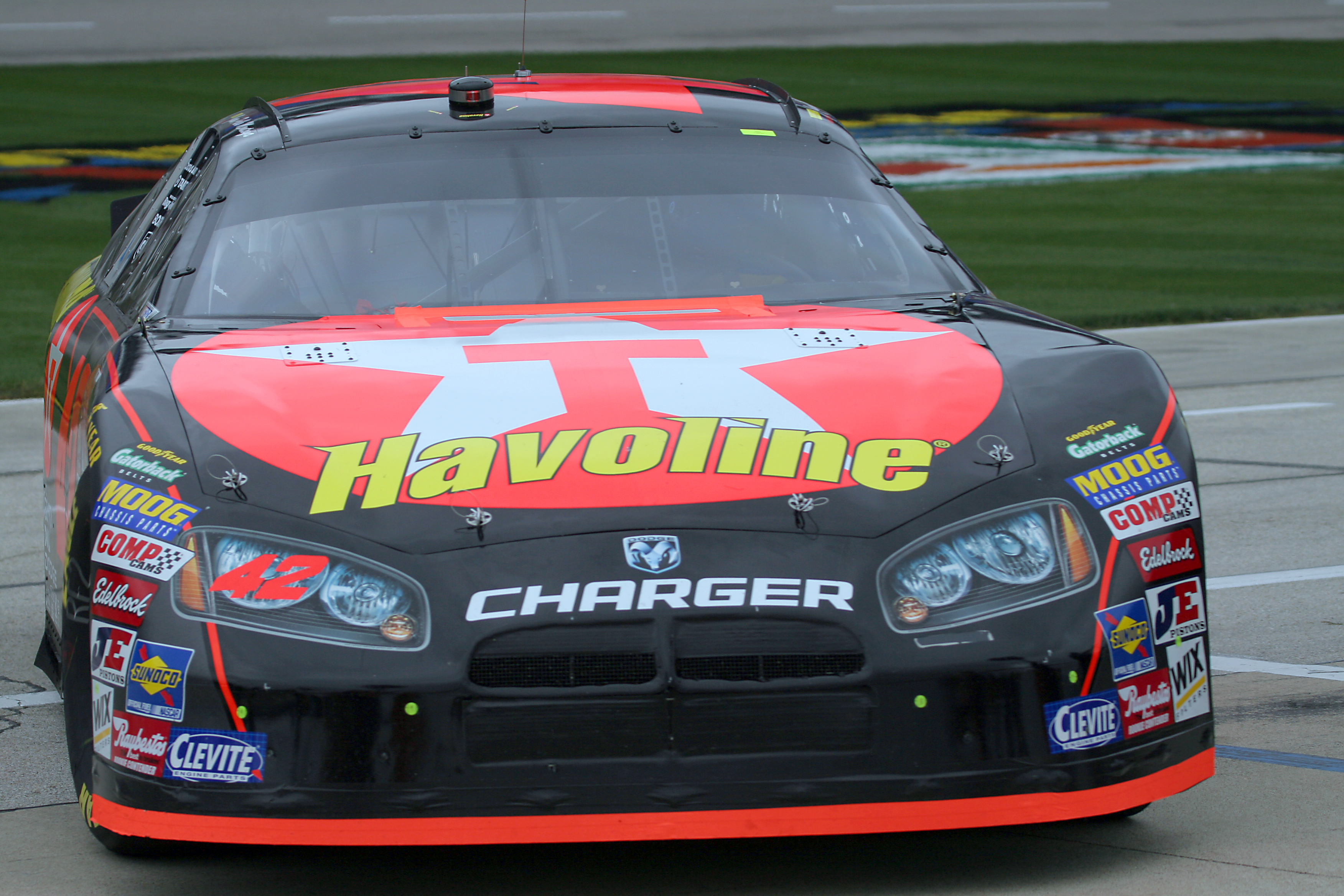
Coche de Montoya durante la Copa NASCAR de 2007 en el Texas Motor Speedway, de Texas.

2006 fue el año en que culminó su carrera en la Fórmula 1, para dar paso a una nueva etapa en su trayectoria, esta vez en la categoría NASCAR de los Estados Unidos, conformando parte del equipo de su antiguo jefe de la CART, Chip Ganassi, poniéndose al comando del Dodge Charger número 30. A finales de este año, inició su período de adaptación a la NASCAR, empezando en la Busch Series (la segunda en importancia en la NASCAR detrás de la Copa NASCAR) en la que compitió en tres ocasiones (un retiro). Luego, en ese mismo año 2006, hizo una aparición más, pero esta vez, en la Copa NASCAR, en la cual, no pudo culminar.

#### 2007
La temporada 2007 encontró a Juan Pablo Montoya nuevamente en el ámbito NASCAR, pero en esta ocasión siendo contratado para todo el campeonato por el equipo de Chip Ganassi, siempre al comando del Dodge Charger. Su llegada al equipo como piloto de tiempo completo, suspuso también su debut absoluto, por lo que fue catalogado como "rookie".
A comienzo de temporada se anunció su integración al plantel de pilotos de la famosa carrera de resistencia estadounidense 24 Horas de Daytona, algo que no se esperaba, pero en la que salió victorioso junto a sus compañeros de vehículo: Scott Pruett (estadounidense) y Salvador Durán (mexicano), con el coche número uno, del equipo Ganassi. Más tarde, el 4 de marzo de 2007, obtuvo su primera victoria en la NASCAR Busch Series, en el circuito de Ciudad de México (México), Autódromo Hermanos Rodríguez.
El 24 de junio de 2007 se convierte en el primer latino en ganar una competencia en la Copa NASCAR, en el circuito mixto de Infineon Raceway en la Toyota/Save Mart 350 y estableciendo un récord al obtener la victoria arrancando desde el puesto 32.
El 18 de noviembre de 2007 se consagró como el Novato del Año en la Copa NASCAR, después de ser el mejor debutante en las 36 competencias de la máxima serie de la NASCAR, y finalizar la temporada en la posición número 20, con 3487 puntos.

Tras la carrera disputada en el circuito de Watkins Glen, el colombiano tuvo una fuerte discusión con el estadounidense Kevin Harvick, el cual culpó a Juan Pablo de haberlo sacado de dicha competencia.

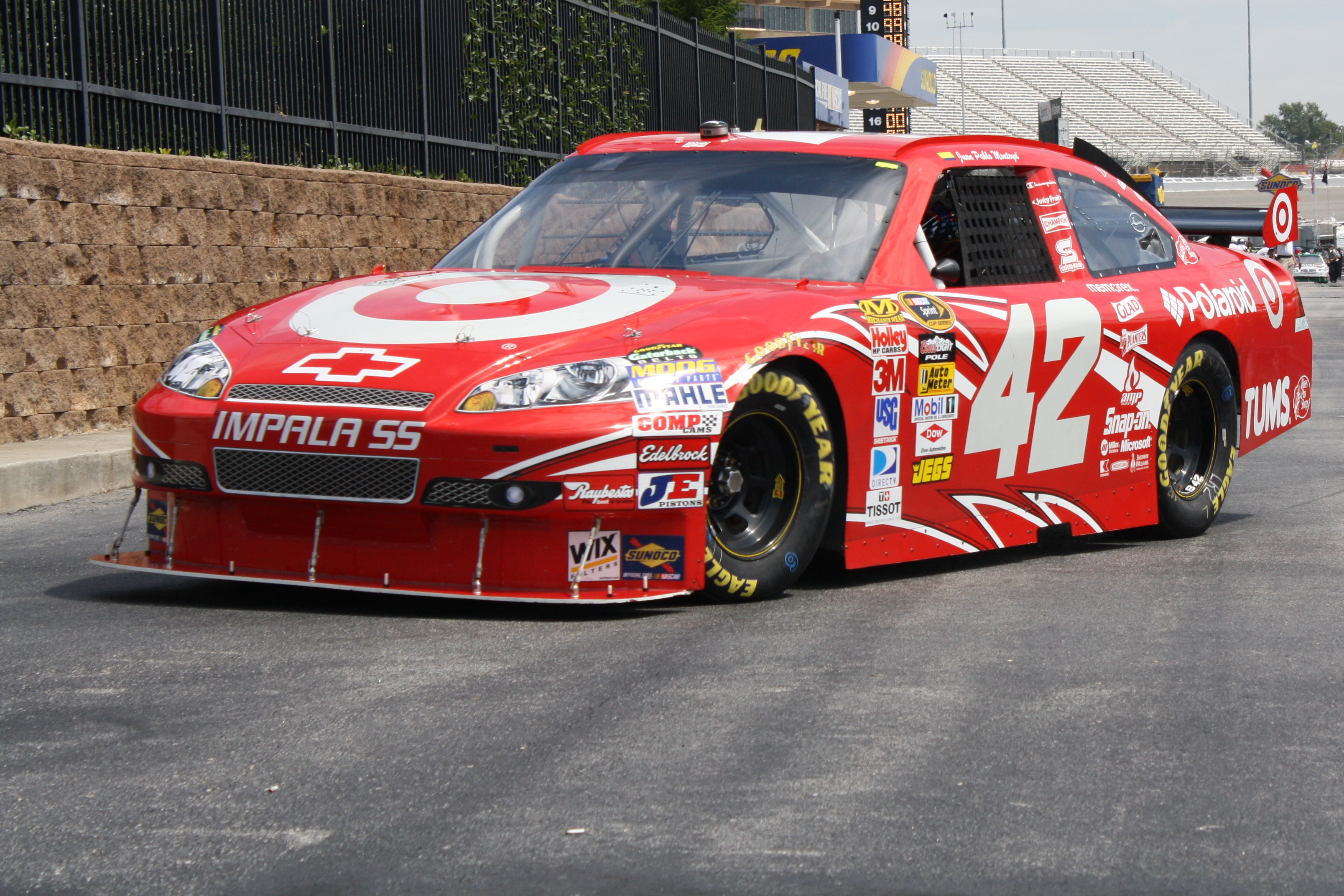
Coche 42 de Juan Pablo Montoya con los distintivos de su patrocinador cuando corrió en la serie CART en los años 1999 y 2000, Target.

#### 2009
El equipo de Chip Ganassi quiere ser más competitivo, por lo que realiza una fusión con el de Teresa Earnhardt, Dale Earnhardt Inc., y se pasa a llamar Earnhardt Ganassi Racing. La renovación del equipo supuso también un cambio de marca, por lo cual Montoya pasó de competir con Dodge a hacerlo al comando de un Chevrolet Impala.
Montoya logra su primera pole position en NASCAR el 24 de abril de 2009, en la pista de Talladega al marcar 188,171 mph.
Hasta la vigesimoprimera fecha de la NASCAR Sprint Cup, Juan Pablo Montoya ya se encuentra en la posición n.º 8, clasificando a la ronda final del campeonato, conocida como "Chase for the Sprint Cup". La campaña 2009 de Montoya en la NASCAR Sprint Cup, ha sido la mejor desde que llegó a esta categoría, obteniendo un top 5, diez top 10, una pole, con un total de 2631 puntos a 557 del líder, Tony Stewart.
Una de sus mejores carreras que últimamente ha tenido fue en Indianápolis, en donde lideró 106 vueltas. Pero por penalización de parte de NASCAR por exceder límite de velocidad en pits, terminó la carrera en el puesto nº11.
Estadísticamente queda para la historia que Montoya es el único piloto que ha liderado vueltas en las tres grandes carreras de automóviles que se han corrido en el óvalo de Indianápolis. Lideró camino de su triunfo en las 500 Millas en 2000, lideró en 2001 en su Williams en el Gran Premio de los Estados Unidos de Fórmula 1 y el 26 de julio de 2009 punteó 116 vueltas de las 160 pactadas.
El 12 de septiembre de 2009 nuevamente Montoya hace historia clasificando al chase en la NASCAR Sprint Cup, gracias a lo cual a falta de solo 10 carreras lo separan apenas 40 puntos del líder, por primera vez en NASCAR un piloto no estadounidense se clasifica al Chase desde que se implementara en 2004.
El 18 de septiembre de 2009 el colombiano logra su segunda pole position en NASCAR en la pista New Hampshire Motor Speedway al marcar 133.431 mph y 28.545 segundos marcando así un nuevo récord de clasificación.
En la primera carrera del chase el colombiano logra un tercer lugar después de iniciar de primero en la pista New Hampshire Motor Speedway, donde lideró el mayor número de vueltas con 104 de las 300 pactadas. Al tiempo logra ubicarse en la cuarta posición de la tabla general del campeonato.
En la segunda carrera Juan Pablo Montoya logra un cuarto puesto que le permite subir al tercer lugar de la tabla general del campeonato.
En la tercera carrera Juan Pablo Montoya logra un cuarto puesto delante de Jimmie Johnson y Mark Martin, y les recorta puntos en la general.

#### 2010
Montoya comenzó el 2010 luchando por ganar las 24 Horas de Daytona, liderando por unas 4 horas, pero un fallo de motor evitó una posible victoria. El 9 de agosto, gana en Watkins Glen con una ventaja de 4.7 segundos ante el estadounidense Kurt Busch.

#### 2011
A pesar de comenzar con un 2.º puesto en las 24 Horas de Daytona, en el 2011 le fue peor que en el 2010 porque el equipo no estaba bien actualizado, decía Juan, y no ganó ninguna carrera, con un 3.º puesto y una pole como registros más destacables.

#### 2013
En la carrera disputada en el Richmond International Raceway, Montoya casi anotó su primera victoria en un óvalo en la Copa NASCAR, pero acabó cuarto debido a una amarilla a tres vueltas para el final. También estuvo a punto de ganar en Dover, pero terminó siendo superado por Tony Stewart a falta de tres vueltas. En Sonoma, Montoya rodaba en segundo lugar, pero se quedó sin combustible en la última vuelta y cayó 32 posiciones, terminando 34.º Con un total de cuatro top 5 y ocho top 10, el colombiano finalizó 21.º en la tabla de puntos.
El 13 de agosto de 2013, se anunció que el contrato de Montoya con Earnhardt Ganassi Racing no sería renovado para la temporada 2014. Así, cerró el último de sus ocho años como titular en la Copa NASCAR con dos victorias, 24 top 5 y nueve pole positions.

#### 2014
Montoya corrió dos veces en 2014 para Team Penske entre sus compromisos de IndyCar, terminando 18.° en Míchigan y 23.° en Indianápolis.

### IndyCar Series
El 16 de septiembre de 2013 se confirma que el colombiano regresará a la IndyCar Series, categoría que no corría desde que compitiera en una fecha del calendario del año 2000, justamente las 500 millas de Indianápolis, de la cual se alzó con el único triunfo en la serie y en la máxima competición americana de monoplazas en ese entonces, y que alternó en ese mismo año con la desaparecida CART World Series, y en la cual compitió con su ahora antiguo equipo Chip Ganassi Racing. Para la Temporada 2014 correrá con el equipo Penske Racing a contrato de 1 año con opción de prórroga. De igual manera se conoció que podría correr algunas carreras de la NASCAR con este equipo. Hizo su primer test con el equipo a finales de noviembre.
En la segunda prueba del año en Long Beach, terminó en un destacable cuarto lugar. En su regreso a las 500 millas de Indianápolis 14 años después, Juan Pablo terminó como quinto clasificado. Consigue su primer podio en la categoría al concluir tercero en el óvalo de Texas, y mejora al segundo puesto en la primera carrera de Houston. El 6 de julio logra su primera victoria en la categoría desde su regreso en las 500 Millas de Pocono, tras salir desde la pole position. Tras volver a sumar otro podio en Milwaukee, Montoya finalizó el campeonato en el cuarto puesto, con un total de cuatro podios y ocho top 5.

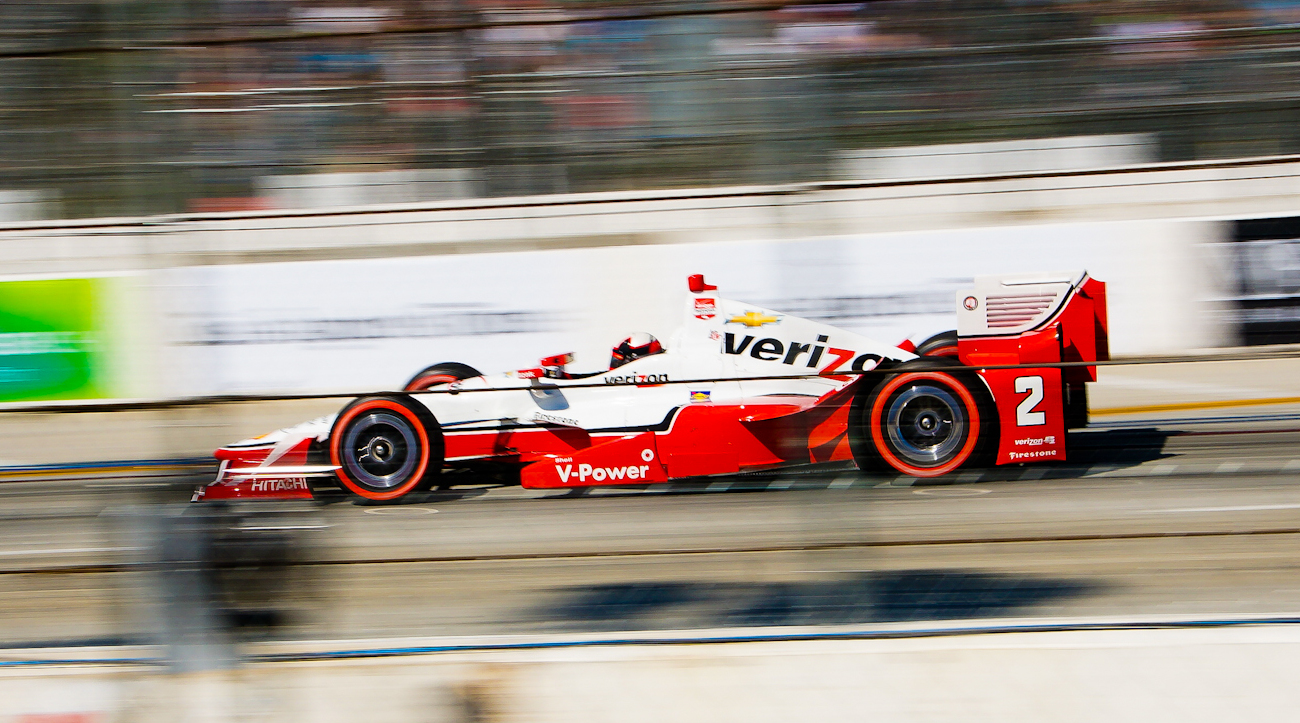
Montoya en Long Beach 2015.

Comenzó 2015 en la IndyCar de la mejor forma posible, ganando en San Petersburgo. Posteriormente, volvió a ganar las 500 Millas de Indianápolis, pese a que un toque en las primeras vueltas lo había relegado a las últimas posiciones. En total, logró cinco podios y nueve top 5, para finalizar empatado en la puntuación con Scott Dixon, pero esta vez el bogotano perdió el título en el desempate ante las tres victorias del neozelandés.
En 2016, Montoya volvió a iniciar la temporada llevándose la victoria en San Petersburgo. Sin embargo, eso fue un espejismo, puesto que solo subiría al podio en otras dos ocasiones, ambas en 3.ª posición, y acabó en un discreto 8.º puesto en la general.
Penske sustituyó a Montoya por Josef Newgarden para la temporada 2017 de la IndyCar. El piloto participó en las carreras de Indianápolis con un quinto automóvil de Penske, resultando décimo en el Gran Premio y sexto en las 500 Millas. En tanto, fue piloto de pruebas del renovado Dallara que competirá en 2018.

### Sport prototipos
Durante el fin de semana del 27-28 de enero de 2007, Montoya fue ganador absoluto en las 24 Horas de Daytona del Rolex Sports Car Series, al volante de un prototipo Riley Lexus del equipo Chip Ganassi Racing with Felix Sabates conducido, además de él, por Salvador Durán y Scott Pruett.
El 27 de enero de 2008, Juan Pablo gana por segunda ocasión las 24 Horas de Daytona con Ganassi. Sus coequiperos fueron Scott Pruett, Dario Franchitti y Memo Rojas, completando un total de 695 vueltas, con una ventaja de 2 giros sobre el escolta.
En las 24 Horas de Daytona de 2009, Montoya obtuvo el segundo puesto con un Riley Lexus de Ganassi, de nuevo acompañado de Pruett y Rojas. En las 24 Horas de Daytona de 2010 abandonó por falla del motor BMW. En la edición 2011 finalizó segundo junto a Scott Dixon, Dario Franchitti y Jamie McMurray.
Montoya disputó dos carreras de la Rolex Sports Car Series 2012 con un prototipo Riley BMW de Ganassi, resultando cuarto tanto en las 24 Horas de Daytona como en el Gran Premio de Indianápolis.
En la 51.ª edición de las 24 Horas de Daytona celebradas el 26-27 de enero de 2013, Montoya gana por tercera vez esta clásica del automovilismo de nuevo conduciendo para el equipo Chip Ganassi Racing with Felix Sabates. Sus coequiperos fueron Memo Rojas, Scott Pruett y Charlie Kimball. La prueba, en la que su equipo logró la pole position, alcanzó la victoria de punta a punta. Montoya tuvo el honor de conducir el último tramo de la carrera.

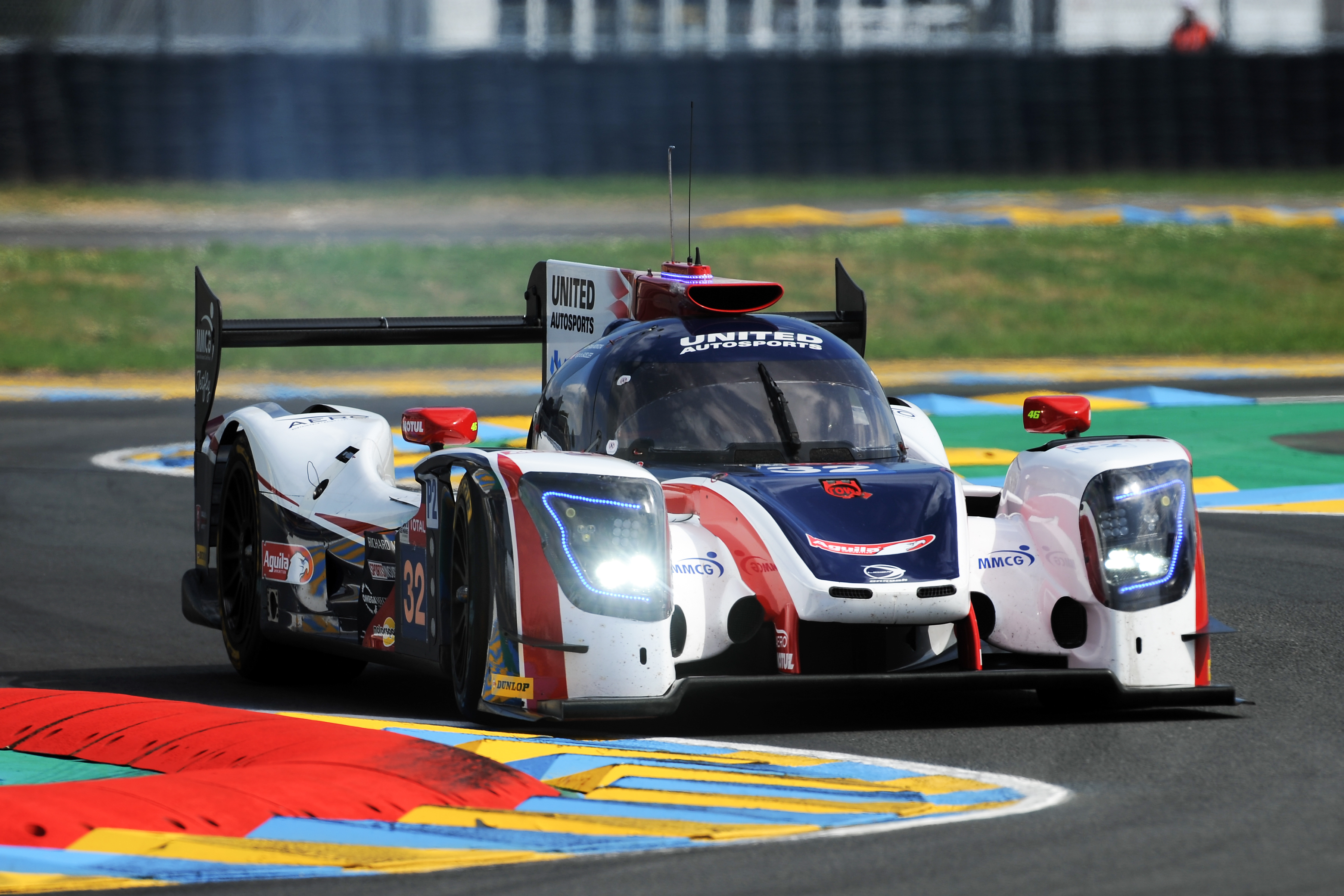
Montoya en las 24 Horas de Le Mans 2018

Montoya compitió en la temporada 2018 del IMSA SportsCar Championship con un prototipo Oreca-Acura oficial del equipo Penske, con Dane Cameron como compañero de butaca. Consiguió cuatro podios en diez carreras, sin conseguir triunfos, finalizando noveno en el campeonato de pilotos y quinto en el campeonato de pilotos. Ese año, participó por primera vez en las 24 Horas de Le Mans con United Autosports, en la clase LMP2. Finalizó tercero en la clase.
Para el año 2019 nuevamente repite dupla con Cameron. Con un total de siete podios, tres de los cuales fueron victorias, finalizaron campeones del IMSA SportsCar Championship.
En 2020 y 2021, Montoya participó en las 24 Horas de Le Mans con DragonSpeed (LMP2). En la última de estas dos, finalizó 15.º en la general y ganó la copa LMP2 Pro-Am junto a Ben Hanley y Henrik Hedman.

## Vida personal
El piloto aparece por algunos segundos en la película Funny Games U.S. (2008) en una escena en la que transmiten una carrera de autos por televisión. En la misma, lo identifican con su foto y bajo el nombre de Juan Montoya, obviando su segundo nombre de pila como ocurría en su juventud. Aparece también en la película Driven donde las carreras ganadas por Beau Brandenburg (Til Schweiger) son en realidad las victorias de Juan Pablo Montoya en la temporada 2000, al igual que las demás competencias que se muestran en el filme. Al final de la película, se lo muestra en los boxes concentrándose antes de iniciar la última carrera.
En la película Transformers: el lado oscuro de la luna, el Chevrolet número 42 de Montoya aparece junto con el 48 de Jimmie Johnson y el 88 Dale Earnhardt Jr.. El trío conforman los The Wreckers), un grupo de autobots que ayudan en última instancia como los de emergencia, que tan solo han aparecido en los cómics de Marvel. También prestó la voz para uno de los personajes de la película Cars 2 en la versión en español para Latinoamérica.
El autódromo anexo al Autódromo de Tocancipá (Bogotá) fue llamado «Kartódromo Juan Pablo Montoya».
El 6 de agosto de 2017 consigue el récord de velocidad en un auto de producción (Bugatti Chiron) donde logra acelerar de 0-400 km/h (249 mph, 58 leguas por hora o 7975 varas castellanas por minuto) y de nuevo llevarlo a 0 en 41.96 s, pero fue rápidamente superado por un Koenigsegg Agera RS.

## Resumen de carrera
| Temporada | Categoría                                          | Equipo                                 | Carreras | Victorias | Poles | VR | Podios | Puntos | Pos. |
| --------- | -------------------------------------------------- | -------------------------------------- | -------- | --------- | ----- | -- | ------ | ------ | ---- |
| 1994      | Barber Saab Pro Series                             | —                                      | 12       | 2         | 1     | ?  | 3      | 114    | 3.º  |
| 1995      | Fórmula Vauxhall Británica                         | Paul Stewart Racing                    | 14       | 3         | 3     | 4  | 8      | 125    | 3.º  |
| 1996      | Fórmula 3 Británica                                | Fortec Motorsport                      | 16       | 2         | 1     | 5  | 5      | 137    | 5.º  |
| 1996      | Gran Premio de Macao                               | Fortec Motorsport                      | 1        | 0         | 0     | 0  | 0      | N/A    | DNF  |
| 1996      | Campeonato Internacional de Turismos               | Warsteiner Mercedes-AMG                | 2        | 0         | 0     | 0  | 0      | 0      | NC   |
| 1997      | Fórmula 3000 Internacional                         | RSM Marko                              | 9        | 3         | 3     | 3  | 4      | 37.5   | 2.º  |
| 1998      | Fórmula 3000 Internacional                         | Super Nova Racing                      | 12       | 4         | 7     | 5  | 9      | 65     | 1.º  |
| 1999      | CART World Championship Series                     | Chip Ganassi Racing                    | 20       | 7         | 7     | 6  | 9      | 212    | 1.º  |
| 2000      | CART World Championship Series                     | Chip Ganassi Racing                    | 20       | 3         | 7     | 6  | 4      | 126    | 9.º  |
| 2000      | Indy Racing League                                 | Chip Ganassi Racing                    | 1        | 1         | 0     | 0  | 1      | 54     | 25.º |
| 2001      | Fórmula 1                                          | BMW WilliamsF1 Team                    | 17       | 1         | 3     | 3  | 4      | 31     | 6.º  |
| 2002      | Fórmula 1                                          | BMW WilliamsF1 Team                    | 17       | 0         | 7     | 3  | 7      | 50     | 3.º  |
| 2003      | Fórmula 1                                          | BMW WilliamsF1 Team                    | 16       | 2         | 1     | 4  | 9      | 82     | 3.º  |
| 2004      | Fórmula 1                                          | BMW WilliamsF1 Team                    | 18       | 1         | 0     | 2  | 3      | 58     | 5.º  |
| 2005      | Fórmula 1                                          | West McLaren Mercedes                  | 9        | 3         | 2     | 1  | 5      | 60     | 4.º  |
| 2005      | Fórmula 1                                          | Team McLaren Mercedes                  | 7        | 3         | 2     | 1  | 5      | 60     | 4.º  |
| 2006      | Fórmula 1                                          | Team McLaren Mercedes                  | 10       | 0         | 0     | 0  | 2      | 26     | 8.º  |
| 2006      | NASCAR Busch Series                                | Chip Ganassi Racing                    | 4        | 0         | 0     | 0  | 0      | 438    | 68.º |
| 2006      | NASCAR Nextel Cup Series                           | Chip Ganassi Racing                    | 1        | 0         | 0     | 0  | 0      | 61     | 69.º |
| 2007      | NASCAR Nextel Cup Series                           | Chip Ganassi Racing                    | 36       | 1         | 0     | 0  | 2      | 3487   | 20.º |
| 2007      | 24 Horas de Daytona                                | Chip Ganassi Racing                    | 1        | 1         | 0     | 0  | 1      | N/A    | 1.º  |
| 2007      | NASCAR Busch Series                                | Chip Ganassi Racing                    | 17       | 1         | 0     | 0  | 1      | 1689   | 36.º |
| 2008      | NASCAR Nationwide Series                           | Chip Ganassi Racing                    | 2        | 0         | 0     | 0  | 0      | 230    | 86.º |
| 2008      | NASCAR Sprint Cup Series                           | Chip Ganassi Racing                    | 36       | 0         | 0     | 0  | 1      | 3329   | 25.º |
| 2008      | 24 Horas de Daytona                                | Chip Ganassi Racing                    | 1        | 1         | 0     | 0  | 1      | N/A    | 1.º  |
| 2009      | NASCAR Sprint Cup Series                           | Earnhardt Ganassi Racing               | 36       | 0         | 2     | 1  | 5      | 6252   | 8.º  |
| 2009      | 24 Horas de Daytona                                | Chip Ganassi Racing                    | 1        | 0         | 0     | 0  | 1      | N/A    | 2.º  |
| 2010      | NASCAR Sprint Cup Series                           | Earnhardt Ganassi Racing               | 36       | 1         | 3     | 3  | 4      | 4118   | 17.º |
| 2010      | 24 Horas de Daytona                                | Chip Ganassi Racing                    | 1        | 0         | 0     | 0  | 0      | N/A    | 15.º |
| 2011      | NASCAR Sprint Cup Series                           | Earnhardt Ganassi Racing               | 36       | 0         | 2     | 1  | 1      | 932    | 21.º |
| 2011      | 24 Horas de Daytona                                | Chip Ganassi Racing                    | 1        | 0         | 0     | 0  | 1      | N/A    | 2.º  |
| 2012      | 24 Horas de Daytona                                | Chip Ganassi Racing                    | 1        | 0         | 0     | 0  | 0      | N/A    | 4.º  |
| 2012      | Rolex Sports Car Series                            | Chip Ganassi Racing                    | 2        | 0         | 0     | 0  | 0      | 56     | 21.º |
| 2012      | NASCAR Sprint Cup Series                           | Earnhardt Ganassi Racing               | 36       | 0         | 2     | 0  | 0      | 810    | 22.º |
| 2013      | NASCAR Sprint Cup Series                           | Earnhardt Ganassi Racing               | 36       | 0         | 0     | 0  | 2      | 894    | 21.º |
| 2013      | 24 Horas de Daytona                                | Chip Ganassi Racing                    | 1        | 0         | 0     | 0  | 1      | N/A    | 1.º  |
| 2014      | IndyCar Series                                     | Team Penske                            | 18       | 1         | 1     | 2  | 4      | 586    | 4.º  |
| 2014      | NASCAR Sprint Cup Series                           | Team Penske                            | 2        | 0         | 0     | 0  | 0      | 26     | 48.º |
| 2015      | IndyCar Series                                     | Team Penske                            | 16       | 2         | 2     | 1  | 5      | 556    | 2.º  |
| 2016      | IndyCar Series                                     | Team Penske                            | 16       | 1         | 0     | 0  | 3      | 433    | 8.º  |
| 2017      | WeatherTech SportsCar Championship - DPi           | Team Penske                            | 1        | 0         | 0     | 0  | 1      | 30     | 30.º |
| 2017      | IndyCar Series                                     | Team Penske                            | 2        | 0         | 0     | 0  | 0      | 93     | 24.º |
| 2018      | WeatherTech SportsCar Championship - DPi           | Acura Team Penske                      | 10       | 0         | 1     | 0  | 4      | 251    | 5.º  |
| 2018      | 24 Horas de Le Mans - LMP2                         | United Autosports                      | 1        | 0         | 0     | 0  | 1      | N/A    | 3.º  |
| 2019      | WeatherTech SportsCar Championship - DPi           | Acura Team Penske                      | 10       | 3         | 1     | 1  | 7      | 302    | 1.º  |
| 2020      | WeatherTech SportsCar Championship - DPi           | Acura Team Penske                      | 9        | 0         | 1     | 1  | 3      | 247    | 6.º  |
| 2021      | IndyCar Series                                     | Arrow McLaren SP                       | 2        | 0         | 0     | 0  | 0      | 53     | 31.º |
| 2021      | WeatherTech SportsCar Championship - DPi           | Meyer Shank Racing with Curb Agajanian | 4        | 0         | 0     | 0  | 1      | 912    | 34.º |
| 2021      | Campeonato Mundial de Resistencia de la FIA - LMP2 | DragonSpeed USA                        | 6        | 0         | 0     | 0  | 0      | 42.5   | 11.º |
| 2021      | European Le Mans Series - LMP2 Pro-Am              | DragonSpeed USA                        | 1        | 1         | 0     | 0  | 0      | 0.5    | 14.º |
| 2022      | IndyCar Series                                     | Arrow McLaren SP                       | 2        | 0         | 0     | 0  | 0      | 44     | 31.º |
| 2022      | IMSA SportsCar Championship - LMP2                 | DragonSpeed - 10 Star                  | 6        | 1         | 0     | 0  | 3      | 1878   | 4.º  |
| 2023      | European Le Mans Series - LMP2 Pro-Am              | DragonSpeed USA                        | 6        | 0         | 0     | 0  | 0      | 44     | 7.º  |
| 2023      | IMSA SportsCar Championship - LMP2                 | Rick Ware Racing                       | 1        | 0         | 0     | 0  | 0      | 286    | 26.º |
| Fuente:   |                                                    |                                        |          |           |       |    |        |        |      |

## Resultados

### Fórmula 3000 Internacional
(Clave) (negrita indica pole position) (cursiva indica vuelta rápida)

| Año     | Escudería         | 1       | 2       | 3       | 4     | 5      | 6     | 7     | 8       | 9     | 10    | 11    | 12    | Pos. | Puntos |
| ------- | ----------------- | ------- | ------- | ------- | ----- | ------ | ----- | ----- | ------- | ----- | ----- | ----- | ----- | ---- | ------ |
| 1997    | RSM Marko         | SIL Ret | PAU 1   | HEL Ret | NÜR 4 | PER 11 | HOC 5 | A1R 1 | SPA DSQ | MUG 3 | JER 1 |       |       | 2.º  | 37.5   |
| 1998    | Super Nova Racing | OSC 15  | IMO Ret | CAT 1   | SIL 1 | MON 6  | PAU 1 | A1R 2 | HOC 3   | HUN 3 | SPA 2 | PER 1 | NÜR 3 | 1.º  | 65     |
| Fuente: |                   |         |         |         |       |        |       |       |         |       |       |       |       |      |        |

### CART World Championship Series
(Clave) (negrita indica pole position) (cursiva indica vuelta rápida)

| Año     | Escudería           | Motor  | 1      | 2      | 3      | 4     | 5     | 6      | 7      | 8      | 9     | 10     | 11     | 12     | 13     | 14     | 15     | 16    | 17    | 18     | 19     | 20     | Pos. | Puntos |
| ------- | ------------------- | ------ | ------ | ------ | ------ | ----- | ----- | ------ | ------ | ------ | ----- | ------ | ------ | ------ | ------ | ------ | ------ | ----- | ----- | ------ | ------ | ------ | ---- | ------ |
| 1999    | Chip Ganassi Racing | Honda  | MIA 10 | MOT 13 | LBH 1  | NAZ 1 | RIO 1 | GAT 11 | MIL 10 | POR 2  | CLE 1 | ROA 13 | TOR 22 | MCH 2  | DET 17 | MDO 1  | CHI 1  | VAN 1 | LAG 8 | HOU 25 | SUR 16 | FON 4  | 1.º  | 212    |
| 2000    | Chip Ganassi Racing | Toyota | MIA 23 | LBH 19 | RIO 22 | MOT 7 | NAZ 4 | MIL 1  | DET 18 | POR 17 | CLE 6 | TOR 24 | MCH 1  | CHI 12 | MDO 24 | ROA 16 | VAN 17 | LAG 6 | GAT 1 | HOU 2  | SUR 24 | FON 10 | 9.º  | 126    |
| Fuente: |                     |        |        |        |        |       |       |        |        |        |       |        |        |        |        |        |        |       |       |        |        |        |      |        |

### Indy Racing League/IndyCar Series
(Clave) (negrita indica pole position) (cursiva indica vuelta rápida)

| Año     | Escudería           | Motor      | 1      | 2     | 3      | 4      | 5      | 6       | 7      | 8      | 9     | 10     | 11     | 12     | 13     | 14     | 15     | 16    | 17    | 18    | Pos. | Puntos |
| ------- | ------------------- | ---------- | ------ | ----- | ------ | ------ | ------ | ------- | ------ | ------ | ----- | ------ | ------ | ------ | ------ | ------ | ------ | ----- | ----- | ----- | ---- | ------ |
| 2000    | Chip Ganassi Racing | Oldsmobile | WDW    | PHX   | LVS    | INDY 1 | TXS    | PPIR    | ATL    | KTY    | TXS   |        |        |        |        |        |        |       |       |       | 25.º | 54     |
| 2014    | Team Penske         | Chevrolet  | STP 15 | LBH 4 | ALA 21 | IMS 16 | INDY 5 | DET 12  | DET 13 | TXS 3  | HOU 2 | HOU 7  | POC 1  | IOW 16 | TOR 18 | TOR 19 | MDO 11 | MIL 2 | SNM 5 | FON 4 | 4.º  | 586    |
| 2015    | Team Penske         | Chevrolet  | STP 1  | LOU 5 | LBH 3  | ALA 14 | IMS 3  | INDY 1  | DET 10 | DET 10 | TXS 4 | TOR 7  | FON 4  | MIL 4  | IOW 24 | MDO 11 | POC 3  | SNM 6 |       |       | 2.º  | 556    |
| 2016    | Team Penske         | Chevrolet  | STP 1  | PHO 9 | LBH 4  | ALA 5  | IMS 8  | INDY 33 | DET 3  | DET 20 | ROA 7 | IOW 20 | TOR 20 | MDO 11 | POC 8  | TXS 9  | WGL 13 | SNM 3 |       |       | 8.º  | 433    |
| 2017    | Team Penske         | Chevrolet  | STP    | LBH   | ALA    | PHO    | IMS 10 | INDY 6  | DET    | DET    | TXS   | ROA    | IOW    | TOR    | MDO    | POC    | GAT    | WGL   | SNM   |       | 23.º | 20     |
| 2021    | Arrow McLaren SP    | Chevrolet  | ALA    | STP   | TXS    | TXS    | IMS 21 | INDY 9  | DET    | DET    | ROA   | MDO    | NSH    | IMS    | GTW    | POR    | LAG    | LBH   |       |       | 31.º | 53     |
| 2022    | Arrow McLaren SP    | Chevrolet  | STP    | TXS   | LBH    | ALA    | IMS 24 | INDY 11 | DET    | ROA    | MDO   | TOR    | IOW    | IOW    | IMS    | NSH    | GTW    | POR   | LAG   |       | 31.º | 44     |
| Fuente: |                     |            |        |       |        |        |        |         |        |        |       |        |        |        |        |        |        |       |       |       |      |        |

#### 500 Millas de Indianápolis
| Año  | Chasis  | Motor      | Inicio | Final | Equipo              |
| ---- | ------- | ---------- | ------ | ----- | ------------------- |
| 2000 | G-Force | Oldsmobile | 2      | 1     | Chip Ganassi Racing |
| 2014 | Dallara | Chevrolet  | 10     | 5     | Team Penske         |
| 2015 | Dallara | Chevrolet  | 15     | 1     | Team Penske         |
| 2016 | Dallara | Chevrolet  | 17     | 33    | Team Penske         |
| 2017 | Dallara | Chevrolet  | 18     | 6     | Team Penske         |
| 2021 | Dallara | Chevrolet  | 24     | 9     | Arrow McLaren SP    |

### Fórmula 1
(Clave) (negrita indica pole position) (cursiva indica vuelta rápida)

| Año     | Escudería             | 1       | 2       | 3       | 4       | 5       | 6       | 7       | 8       | 9       | 10      | 11    | 12      | 13      | 14      | 15      | 16      | 17    | 18      | 19      | Pos. | Puntos |
| ------- | --------------------- | ------- | ------- | ------- | ------- | ------- | ------- | ------- | ------- | ------- | ------- | ----- | ------- | ------- | ------- | ------- | ------- | ----- | ------- | ------- | ---- | ------ |
| 2001    | BMW WilliamsF1 Team   | AUS Ret | MYS Ret | BRA Ret | SMR Ret | ESP 2   | AUT Ret | MON Ret | CAN Ret | EUR 2   | FRA Ret | GBR 4 | GER Ret | HUN 8   | BEL Ret | ITA 1   | USA Ret | JPN 2 |         |         | 6.º  | 31     |
| 2002    | BMW WilliamsF1 Team   | AUS 2   | MYS 2   | BRA 5   | SMR 4   | ESP 2   | AUT 3   | MON Ret | CAN Ret | EUR Ret | GBR 3   | FRA 4 | GER 2   | HUN 11  | BEL 3   | ITA Ret | USA 4   | JPN 4 |         |         | 3.º  | 50     |
| 2003    | BMW WilliamsF1 Team   | AUS 2   | MYS 12  | BRA Ret | SMR 7   | ESP 4   | AUT Ret | MON 1   | CAN 3   | EUR 2   | FRA 2   | GBR 2 | GER 1   | HUN 3   | ITA 2   | USA 6   | JPN Ret |       |         |         | 3.º  | 82     |
| 2004    | BMW WilliamsF1 Team   | AUS 5   | MYS 2   | BHR 13  | SMR 3   | ESP Ret | MON 4   | EUR 8   | CAN DSQ | USA DSQ | FRA 8   | GBR 5 | GER 5   | HUN 4   | BEL Ret | ITA 5   | CHN 5   | JPN 7 | BRA 1   |         | 5.º  | 58     |
| 2005    | West McLaren Mercedes | AUS 6   | MYS 4   | BHR     | SMR     | ESP 7   | MON 5   | EUR 7   | CAN DSQ | USA DNS | FRA Ret | GBR 1 | GER 2   |         |         |         |         |       |         |         | 4.º  | 60     |
| 2005    | Team McLaren Mercedes |         |         |         |         |         |         |         |         |         |         |       |         | HUN Ret | TUR 3   | ITA 1   | BEL 14† | BRA 1 | JPN Ret | CHN Ret | 4.º  | 60     |
| 2006    | Team McLaren Mercedes | BHR 5   | MYS 4   | AUS Ret | SMR 3   | EUR Ret | ESP Ret | MON 2   | GBR 6   | CAN Ret | USA Ret | FRA   | GER     | HUN     | TUR     | ITA     | CHN     | JPN   | BRA     |         | 8.º  | 26     |
| Fuente: |                       |         |         |         |         |         |         |         |         |         |         |       |         |         |         |         |         |       |         |         |      |        |

### WeatherTech SportsCar Championship (incompleto)
(Clave) (negrita indica pole position) (cursiva indica vuelta rápida)

| Año     | Escudería         | Clase | Chasis       | Motor                       | 1      | 2      | 3     | 4     | 5     | 6     | 7      | 8     | 9     | 10     | Pos. | Puntos |
| ------- | ----------------- | ----- | ------------ | --------------------------- | ------ | ------ | ----- | ----- | ----- | ----- | ------ | ----- | ----- | ------ | ---- | ------ |
| 2017    | Team Penske       | P     | Oreca 07     | Gibson GK428 4.2 L V8       | DAY    | SEB    | LBH   | COA   | DET   | WGL   | MOS    | ELK   | LGA   | PET 3  | 30.º | 30     |
| 2018    | Acura Team Penske | P     | Acura ARX-05 | Acura AR35TT 3.5 L Turbo V6 | DAY 10 | SEB 14 | LBH 5 | MDO 2 | DET 3 | WGL 3 | MOS 10 | ELK 5 | LGA 3 | PET 13 | 5.º  | 251    |
| 2019    | Acura Team Penske | DPi   | Acura ARX-05 | Acura AR35TT 3.5 L Turbo V6 | DAY 6  | SEB 9  | LBH 3 | MDO 1 | DET 1 | WGL 3 | MOS 3  | ELK 2 | LGA 1 | PET 4  | 1.º  | 302    |
| Fuente: |                   |       |              |                             |        |        |       |       |       |       |        |       |       |        |      |        |

### 24 Horas de Le Mans
| Año     | Equipo            | Copilotos                  | Automóvil             | Clase       | Vueltas | Pos. | Pos. Clase |
| ------- | ----------------- | -------------------------- | --------------------- | ----------- | ------- | ---- | ---------- |
| 2018    | United Autosports | Hugo de Sadeleer Will Owen | Ligier JS P217-Gibson | LMP2        | 365     | 7.º  | 3.º        |
| 2020    | DragonSpeed USA   | Timothé Burety Memo Rojas  | Oreca 07-Gibson       | LMP2        | 192     | DNF  | DNF        |
| 2021    | DragonSpeed USA   | Ben Hanley Henrik Hedman   | Oreca 07-Gibson       | LMP2 Pro-AM | 192     | 14.º | 1.º        |
| Fuente: |                   |                            |                       |             |         |      |            |

## Palmarés

### Fórmula 1
- Tercero Campeonato del Mundo de Fórmula 1 (2): 2002, 2003.

### Fórmula 3000 Internacional
- Fórmula 3000 Internacional: 1998

### CART e IndyCar Series
- CART: 1999
- 500 Millas de Indianápolis (2): 2000 y 2015.
- Trofeo Campeón de Óvalos (2): 2014, 2015
- Piloto más popular: 2014
- Mejor piloto novato: 1999

### Sport prototipos y Gran turismos
- 24 Horas de Daytona (3): 2007, 2008, 2013
- WeatherTech SportsCar Championship (1): 2019

### Race of Champions
- Race of Champions: 2017

### Otros
- 10 victorias en CART
- 13 podios en CART
- 14 pole positions en CART
- 7 victorias en Fórmula 1
- 30 podios en Fórmula 1
- 13 pole position en Fórmula 1
- 3 victorias en NASCAR
- 62 top 10 en NASCAR
- 4 victorias en IndyCar Series
- 9 podios en IndyCar Series
- 3 pole position en IndyCar Series
- 7 victorias en Fórmula 3000
- 6 podios en Fórmula 3000
- 10 pole position en Fórmula 3000 Internacional

### Karting
- 2 veces Campeón Infantil Copa Fanta